# Kemmons Wilson

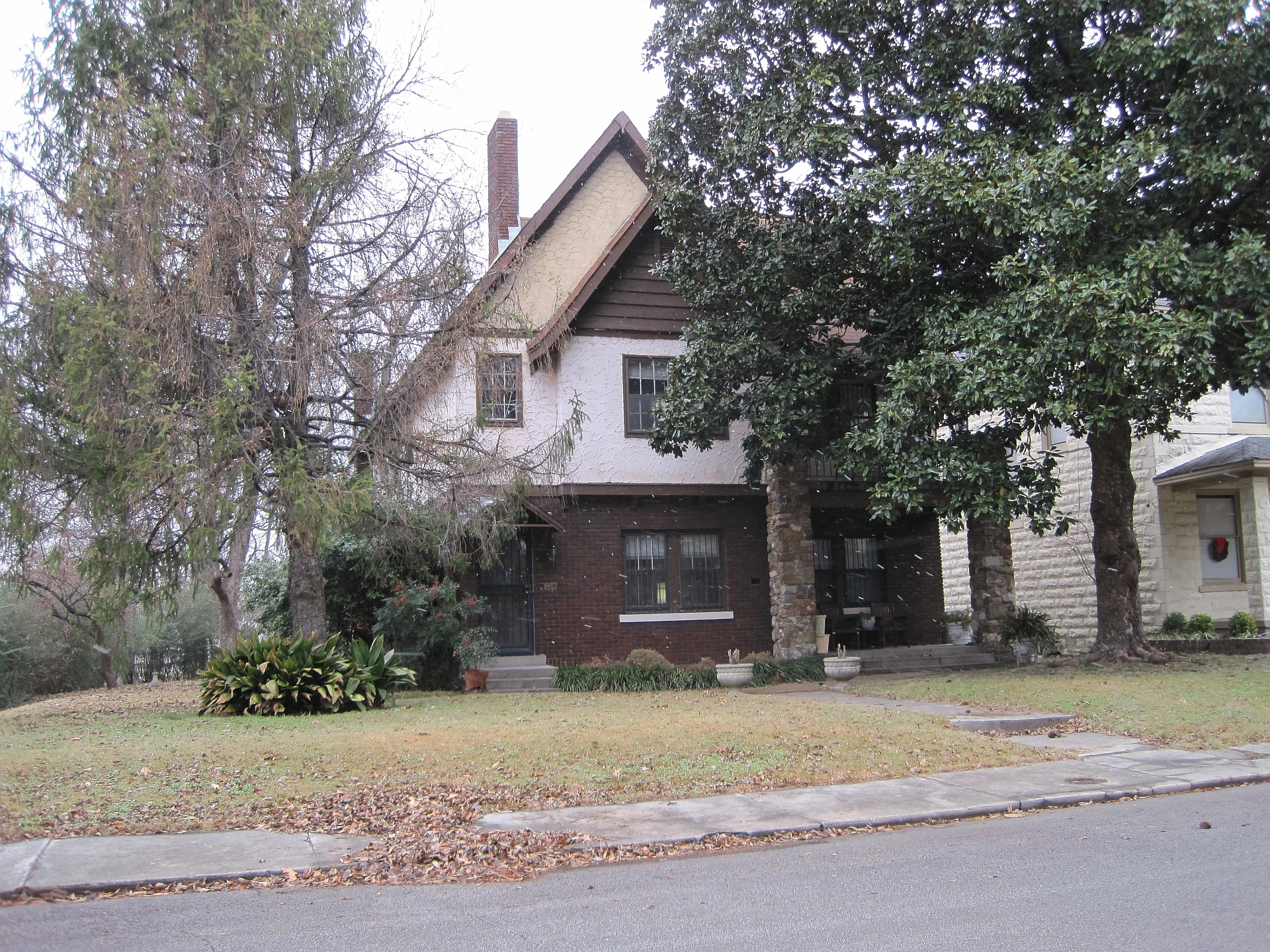
Dom rodzinny Kemmonsa Wilsona

Charles Kemmons Wilson (ur. 5 stycznia 1913 w Osceoli, zm. 12 lutego 2003 w Memphis) – amerykański przedsiębiorca, założyciel sieci hoteli Holiday Inn.
Jest nazywany ojcem współczesnego hotelarstwa. W 1969 został uznany przez „The Sunday Times” jedną z tysiąca osób, które wpłynęły na XX wiek.

## Lata młodości
Urodził się 5 stycznia 1913 w Osceoli jako jedyny syn Kemmonsa i Ruby, z d. Hall. Jego ojciec był agentem ubezpieczeniowym, który zmarł, gdy Kemmons jr miał dziewięć miesięcy. Po śmierci ojca matka przeprowadziła się do Memphis.

## Kariera
W wieku pięciu lat wystąpił w reklamie firmy Sunbeam Bread. Od szóstego roku życia zajmował się dostarczaniem „The Saturday Evening Post” do domów subskrybentów tej gazety. 
W wieku czternastu lat w trakcie pracy został potrącony przez samochód. Po roku udało mu się odzyskać władzę w nogach. 
Gdy w czasie wielkiego kryzysu jego matka straciła pracę, porzucił naukę w Memphis Central High School i zajął się dostarczaniem gazet oraz sprzedawaniem napojów chłodzących. W 1930 za pożyczone od kolegi 50 dolarów kupił maszynę do robienia popcornu i zaczął go sprzedawać w kinie w Memphis. Po pewnym czasie kierownik kina zorientował się, że zyski Wilsona ze sprzedaży popcornu są wyższe niż jego. Zerwał więc z nim umowę i odkupił  maszynę. Uzyskane w ten sposób pieniądze Wilson przeznaczył na zakup automatów do gry w pinball. 
Posiadane w 1933 pieniądze pozwoliły mu na rozpoczęcie budowy domu dla siebie i swojej matki, a następnie, dając nieruchomość w zastaw, otrzymał 3000 dolarów kredytu, który przeznaczył na kupno dodatkowych automatów do gry w pinball, a także szaf grających oraz dozowników papierosów. Niedługo potem wykupił franczyzę na sprzedaż szaf grających Wurlitzera. Później wybudował i prowadził siedem kin w Memphis. Po rozpoczęciu drugiej wojny światowej zainwestował w obligacje wojenne. W latach 1942–1945 służył jako pilot w Air Transport Command. W 1943 wybudował dziewięć domów typu bliźniak, które wynajmował żołnierzom. Po wojnie podpisał umowę dystrybutorską z Orange Crush, jednakże ten biznes przynosił straty. W 1946 założył Kemmons Wilson Inc., a w 1948 Kemmons Realty Company. W 1950 stał się milionerem.

### Holiday Inn
W sierpniu 1951 roku, za namową żony, wyjechał wraz z rodziną w podróż wakacyjną do Waszyngtonu. W czasie jej trwania odkrył, że pokoje hotelowe są niekomfortowe i zbyt drogie w stosunku do ich jakości, co prowadziło do konieczności wyboru między drogimi hotelami a pensjonatami turystycznymi prowadzonymi przez członków jednej rodziny. Ponadto za każde dziecko Wilson musiał płacić osobno, przez co za pokój kosztujący 6 dolarów musiał zapłacić 16 dolarów. 
Po powrocie z wakacji zaczął realizować pomysł założenia własnej sieci hoteli i zlecił opracowanie hotelu architektowi Eddiemu Bluesteinowi, który będąc pod wrażeniem niedawno obejrzanego filmu pt. „Holiday Inn” zaproponował dla budynku tę właśnie nazwę. Pierwszy hostel otwarto 1 sierpnia 1952 roku przy Summer Avenue w Memphis. Pokoje w nim były wygodne i klimatyzowane, a dzieci będące w pokoju wraz z rodzicami nie płaciły za zakwaterowanie. Ponadto na terenie hotelu udostępniona została restauracja, basen oraz parking, a także wprowadzono możliwość przebywania z psami. 
W 1953 roku nawiązał współpracę z Wallace’em E. Johnsonem w celu rozbudowy sieci, którą rozpoczął od rejestracji nazwy Holiday Inn – była to pierwsza marka zabezpieczona prawnie w USA. Niedługo potem Wilson sprzedał licencję. W 1958 roku w Dyersburgu otwarto pięćdziesiąty Holiday Inn, rok później w Tallahassee setny, w 1964 roku w Johnstown pięćsetny, a jeszcze w tym samym roku w San Antonio tysięczny. W październiku 1960 roku w Montrealu oddano do użytku pierwszy Holiday Inn poza Stanami Zjednoczonymi, a 25 marca 1962 w holenderskiej Lejdzie powstał pierwszy hotel tej marki w Europie. W 1971 w Leicester powstał pierwszy Holiday Inn w Wielkiej Brytanii. W lipcu 1973 w Kioto otwarto pierwszy azjatycki, a 2 maja 1974 w Caracas pierwszy południowoamerykański Holiday Inn. Rok później na całym świecie znajdowało się łącznie 1700 hoteli tej sieci. W 1976 w Krakowie otwarto pierwszy hotel Holiday Inn w Polsce. W 1979 Wilson doznał zawału serca, po którym przeszedł na emeryturę. Wówczas sieć Holiday Inn liczyła już 1759 hoteli. W 1984 założył kolejną sieć hoteli, nazwaną Wilson World.
W 1965 w hotelach sieci Holiday Inn wprowadzono pierwszy na świecie elektroniczny system rezerwacji.

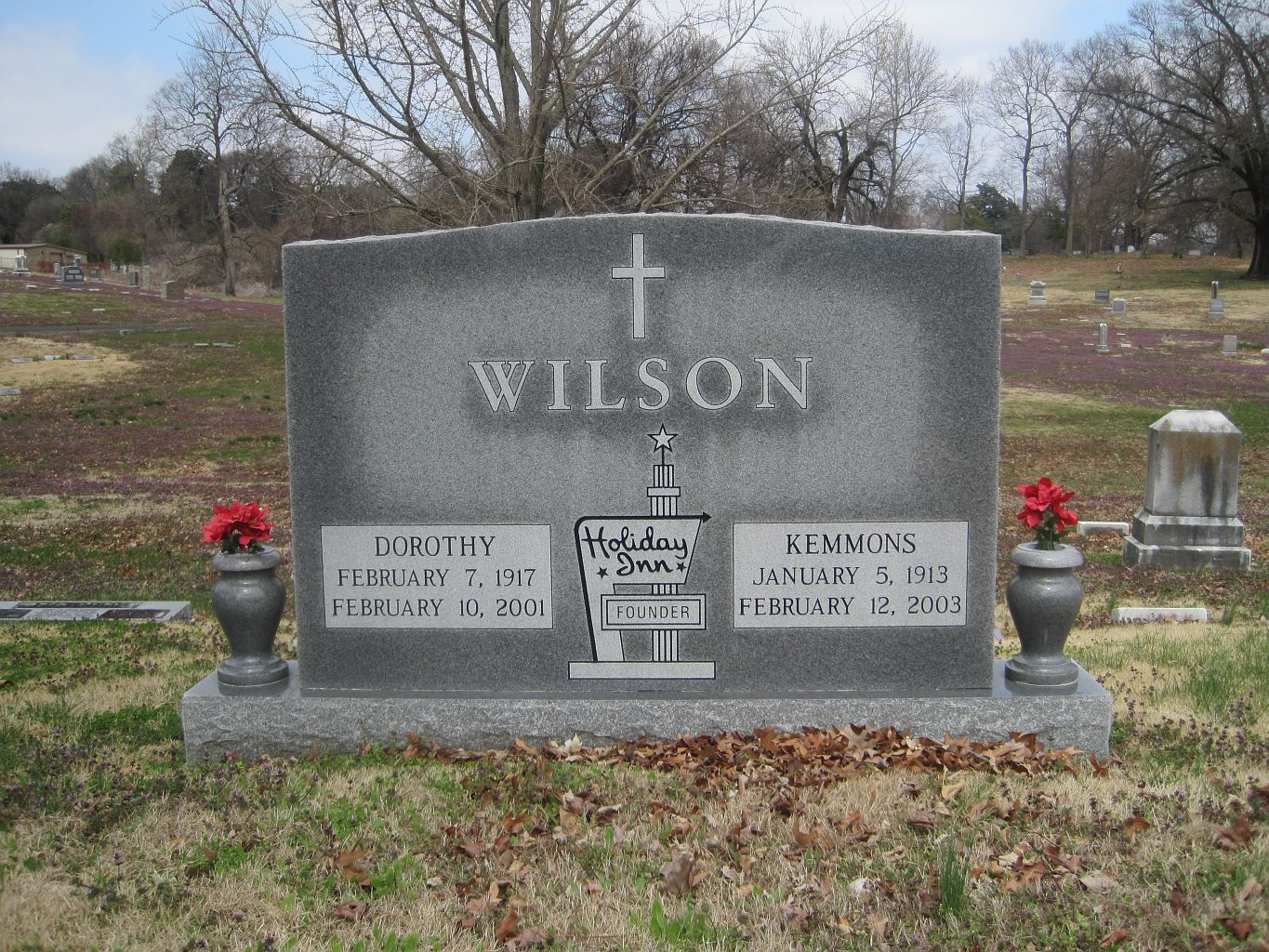
Nagrobek Kemmonsa Wilsona

12 czerwca 1972 znalazł się na okładce „Time”. W 1996 wydał autobiografię, w której opisał historię powstania sieci Holiday Inn.

## Śmierć i pogrzeb
Zmarł 12 lutego 2003 w Memphis. Został pochowany 15 lutego 2003 na Forest Hill Cemetery Midtown w tym samym mieście.

## Życie prywatne
W 1941 poślubił Dorothy Lee, z którą miał pięcioro dzieci: synów Spence'a, Boba i Kemmonsa oraz córki Betty i Carole.

## Literatura dodatkowa
- An interview with Kemmons Wilson. „Black Enterprise”. 3 (10), s. 35-38, 1973-05. E.G. Graves Publications. ISSN 0006-4165. (ang.).